# 鍋田成憲
鍋田 成憲（なべた せいけん、生没年不詳）は、江戸時代末期の幕臣、石見銀山領を支配した最後の大森代官。生没年不詳。名は三郎右衛門、三郎左衞門（『柳営補任』には鍋田三郎左衞門成憲が元治元年に勘定格徒目付から代官に昇任したとあり、鍋田三郎右衛門成憲と同一人物と考えられる）。

## 略歴
『柳営補任』によれば元治元年（1864年）に勘定格徒目付から代官（大森代官）に昇任したという。第一次長州戦争に際して石見銀山領内における警戒を強める。しかし、第二次長州戦争では元治3年（1866年）7月に長州軍の進撃を受けて幕府方の諸藩が石見国から敗走。鍋田正憲は家来を引き連れて7月20日（7月22日ともいう）に倉敷へと逃亡した。これによって石見銀山の江戸幕府による支配は終わりを迎えた。『柳営補任』によれば慶応3年（1867年）に御役御免となり勤仕並小普請となっている。